# Yasuhiro Yamashita
Yasuhiro Yamashita és un dels competidors de judo de més èxit de tots els temps. Actualment treballa com a instructor o assessor de nombroses organitzacions, incloent-hi la Universitat de Tokai, la Federació Internacional de Judo, i la Federació de Judo del Japó. Es va retirar de la competició de judo el 17 juny de 1985, després d'una notable carrera, durant la qual va guanyar cinc medalles d'or en concursos internacionals i va marcar 203 victòries consecutives (amb 7 empats en el medi) fins a la seva jubilació. Va rebre el Premi Nacional Japonès d'Honor el 9 d'octubre de 1984.